# Conferência de Haia sobre Reparações

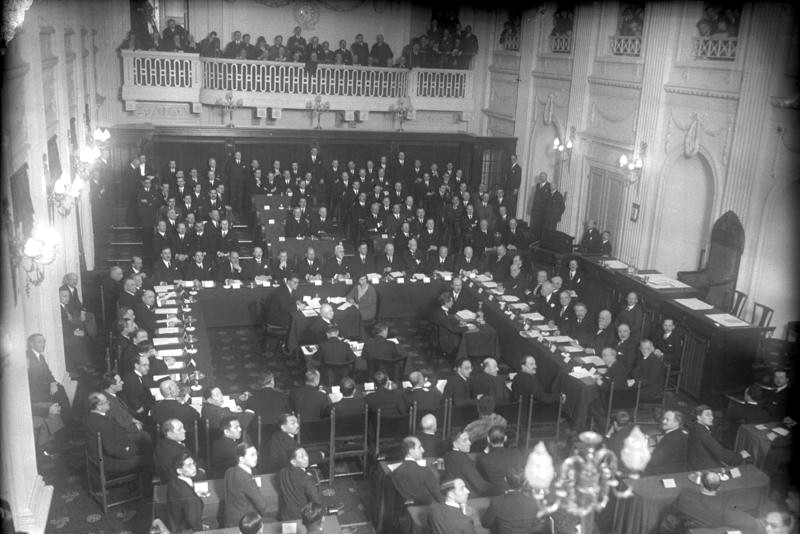
Abertura da Conferência de Haia sobre Reparações

A Conferência de Haia sobre Reparações 1929-30 - Conferência Internacional sobre Reparações, que revisou e adotou o Plano Young; aconteceu em Haia de 6 a 31 de agosto de 1929 e de 3 de janeiro a 20 de janeiro de 1930.

## Conferência
Bélgica, Grã-Bretanha, Alemanha, Grécia, Itália, Segunda República Polonesa, Portugal, Romênia, França, Tchecoslováquia, Iugoslávia e Japão estiveram presentes na 2ª sessão da Conferência de Haia sobre Reparações (6 a 31 de agosto de 1929). Os Estados Unidos oficialmente não participaram da conferência; contudo, ao iniciar o Plano Jovem, pressionou os participantes da conferência, buscando fazer esse plano.